# فرودگاه کیپ می
فرودگاه کیپ می (به انگلیسی: Cape May Airport) (به زبان بومی: Cape May County Airport) یک فرودگاه همگانی بهره‌برداری هوایی با کد یاتا WWD است که یک باند فرود آسفالت دارد و طول باند آن ۱۵۲۳ متر است. این فرودگاه در کشور ایالات متحده آمریکا قرار دارد و در ارتفاع ۷ متری از سطح دریا واقع شده‌است.